# FLUOREX法
FLUOREX法(Fluoride Volatility and Solvent Extraction)は核燃料を生産する際に用いられるプルトニウムおよびウランの化学的分離・精製手法であり、日立製作所が中心となり研究・開発を進めている。
フッ化物揮発法と溶媒抽出法を組み合わせた処理法であり、使用済み核燃料中の約96%を占めるウランの大部分をフッ化工程で分離することにより、後続の溶媒抽出法の設備が小規模で済むことが特長である。

## 概要
使用済み核燃料の再処理工程としてはPUREX法が広く利用されているが、再処理コストが比較的高く、低レベル放射性廃棄物の量も多いことが課題となっている。FLUOREX法は再処理コストを低減して経済性を向上させること、および低レベル放射性廃棄物を削減して環境親和性を向上させることを目的として開発されている。
PUREX法では使用済み核燃料をすべて硝酸に溶解して処理を進める湿式処理であるが、FLUOREX法は最初に乾式のフッ化処理を追加して核燃料の大部分(96%程度)を占めるウランを気体の六フッ化ウラン(UF6)として回収する。ここでウランの90%以上が回収され、残りはプルトニウムや核分裂生成物とともに処理残渣となる。処理残渣は溶媒抽出に回されるが、その分量はもともと投入された核燃料の10%ほどになっている。これによりプラント規模の縮小(PUREX法の約1/3)と低レベル放射性廃棄物の削減(PUREX法の約1/10)を実現する。

フッ化処理の残渣は酸化物転換工程に送られて酸化物に変換され、溶媒抽出によりウランおよびプルトニウムを混合物として分離する。これにより核拡散抵抗性を担保している。

## 処理フロー

### フッ化処理
フレーム炉に粉砕した使用済み核燃料を投入し、フッ素ガスを通じて加熱すると、ウランの大部分(90%以上)がフッ素と反応して六フッ化ウランとして揮発してくる。
UO2 + 3 F2 → UF6 + O2
このときプルトニウムやネプツニウム、核分裂生成物のニオブ・ルテニウム・テクネチウム等のフッ化物もわずかに混入するが、UF6精製工程において吸着剤(フッ化ウラニルやフッ化ナトリウム等が使われる)を用いて吸着することで除去される。
精製工程で純度を高めた六フッ化ウランはウラン濃縮工場に送られ、核燃料の生産に回される。
PUREX法ではウランを酸化物として抽出するため、濃縮するためには転換工場で六フッ化ウランに転換する必要があるが、FLUOREX法ではこれをスキップできるため経済上 大きなメリットとなる。

### 酸化物転換
フッ化残渣を溶媒抽出にかける前に、いったん酸化物に転換する。これは以下の理由による。
プルトニウムのフッ化物は硝酸に溶解しにくい処理効率が低下してしまうため、硝酸に溶解しやすい化合物に変換する必要がある
フッ化物イオンの活性が高い後工程の機器を損傷させたり余計な化学反応を起こしたりさせないため除去する必要がある
酸化物転換工程では高温水蒸気を用いた加水分解により、ウランおよびプルトニウムのフッ化物を酸化物に変換する。
ここで発生したフッ化水素(HF)は回収されてフッ化工程で使用するフッ素ガスの原料として再利用される。
UF4 + 2 H2O → UO2 + 4 HF　
PuF4 + 2 H2O → PuO2 + 4 HF　
一方、核分裂生成物は酸化物転換工程により以下のように変化する。
| 分類                 | 化合物 | 酸化物転換後          | 水溶性                      |
| -------------------- | ------ | --------------------- | --------------------------- |
| アルカリ金属         | CsF    | CsF（潮解）           | あり                        |
| アルカリ金属         | RbF    | RbF（反応せず）       | あり                        |
| アルカリ土類金属     | SrF2   | SrF2（反応せず）      | あり                        |
| 希土類元素           | LaF3   | LaF3（反応せず）      | あり                        |
| 希土類元素           | CeF3   | CeF3+CeO2（反応低速） | フッ化物は可溶/酸化物は不溶 |
| 希土類元素           | YF3    | YF3+YOF（反応低速）   | あり                        |
| マイナーアクチノイド | AmF4   | AmF4（反応せず）      | なし                        |
| マイナーアクチノイド | CmF4   | CmF4（反応せず）      | なし                        |

ウラン/プルトニウム酸化物は水に不溶であるため、酸化物転換工程の後に水洗を行うことで水溶性のフッ化物または酸フッ化物を除去することができる。セシウム(Cs)およびストロンチウム(Sr)の同位体(特にセシウム137やストロンチウム90)は放射能が強く崩壊熱も大きいため、この時点で除去できることは溶媒抽出工程の耐放射線設計や熱設計を容易にし、経済上も大きなメリットとなる。

### 溶媒抽出
溶媒抽出工程ではPUREX法に準じた処理が行われる。大まかには以下の流れとなる。
1. 酸化物転換工程の生成物を硝酸に溶解する。溶解残渣は高レベル廃棄物として除去する。
2. 溶解液にリン酸トリブチルのドデカン溶液を加え、ウランとプルトニウムを有機相に抽出する。
3. 有機相を取り出して希硝酸を加え、ウランとプルトニウムを水相に逆抽出する。
4. 2、3をウランとプルトニウムが十分な純度になるまで繰り返す。
5. 抽出液を脱硝してウランとプルトニウムの混合酸化物を得る。

FLUOREX法ではウランとプルトニウムの分離は行わない。これは以下の理由による。
核拡散抵抗性の付与プルトニウムを単体で抽出しないことにより、核兵器への転用を防止する。
MOX燃料への最適化MOX燃料の原料としては「プルトニウム富化されたウラン」が得られれば十分である。ウラン燃料の原料にはフッ化工程で大部分を回収したウランが使えるため、溶媒抽出工程でウランを分離する必要はない。
こうして得たウランとプルトニウムの混合酸化物はMOX燃料工場に送られて燃料に加工され、核燃料サイクルが完結する。